# Sampling
Sampling je součást marketingové strategie propagace určitého výrobku (služby) prostřednictvím rozdávání vzorků (anglicky sample) zdarma za účelem seznámení potenciálních konzumentů s tímto výrobkem.
Velmi častá forma samplingu jsou ochutnávky různých potravinových výrobků (croissantů, pomazánek, másel, nápojů, …) nebo vyzkoušení různých drogeristických výrobků (např. parfémy) — vesměs se jedná o ne příliš drahé, ne příliš velké a ne příliš luxusní zboží – výrobky denní potřeby, s větší frekvencí doplňování; převládají potraviny.
Sampling často probíhá v prodejnách supermarketů, v prostorách obchodních center nebo na frekventovaných ulicích. Nezřídka se vyskytuje na určitých kulturních akcích, společenských událostech, apod. Je určen typicky pro širokou veřejnost resp. cílovou skupinu výrobku, nicméně mohou existovat i samplingy připravené ad hoc pro menší skupiny, například důležitých klientů, investorů, delegátů apod.
Účel samplingu je jasný – posílit u konzumentů uvědomění o značce (brand awareness) daného výrobku (či vůbec to, že tento daný výrobek existuje a je k mání) a (vědomě či podvědomě) ho přesvědčit, aby si daný výrobek kupoval. Na zvýšení prodeje má vliv například dostatečná asociace se značkou a logem výrobku (nerozdávají se generické (obecné, zaměnitelné) suroviny, ale konkrétní výrobky a v podstatě nelze narazit na sampling bez značky na obalu produktu či velkého loga na stánku, kde se rozdávají) a dále například oslovování těch správných klientů z té pravé cílové skupiny (pohlaví, věk, příjem, …).
Za sampling se dá považovat i přibalování malých vzorků (například různých krémů, šampónu, barev na vlasy) do časopisů pro ženy. Zde se jedná o cílenější sampling s užší skupinou potenciálních konzumentů.
Za aktivity příbuzné samplingu by se dalo považovat zasílání vzorků, které nelze samostatně použít (např. vzorky barev, vzorky textilu, umělých tkanin, papíru) rozdávání katalogů (oblečení nebo zájezdy) nebo rozdávání kupónů na vyzkoušení produktů a služeb či slevy na ně.